# Carl Fredrik Bunæs
Carl Fredrik Bunæs (Drammen, Noruega; 16 de octubre de 1939 – 6 de octubre de 2022) fue un atleta de Noruega que competía principalmente en las pruebas de 100 y 200 metros planos. Fue uno de los principales velocistas nórdicos en la primera mitad de la década de los años 1960 y ganó cuatro campeonatos nórdicos.

## Carrera
Ganó los 100 metros en 1961 y 1963, los 200 metros en 1961 y los 400 metros en 1965 del Campeonato Nórdico. Participó en los Juegos Olímpicos de Roma 1960 donde avanzó a los cuartos de final en las pruebas de 100 y 200 metros. Entre 1957 y 1966 ganó 18 campeonatos nacionales senior individuales: cinco en 100 metros, nueve en 200 metros y cuatro en 400 metros. También ganó 26 campeonatos nacionales senior en relevos.
Lo hizo particularmente bien en los partidos internacionales. Fue titular 130 veces en 41 partidos internacionales y ganó 96 veces. Carl-Fredrik Bunæs recibió la Copa del Rey en 1960 tras una doble victoria en 100 metros y 200 metros y un nuevo récord de campeonato en 200 metros.
Después de su carrera deportiva, ocupó varios puestos de liderazgo en la industria gráfica y trabajó en la oficina central de Norsk Scania en Skøyen en Oslo.